# Frank Delaney

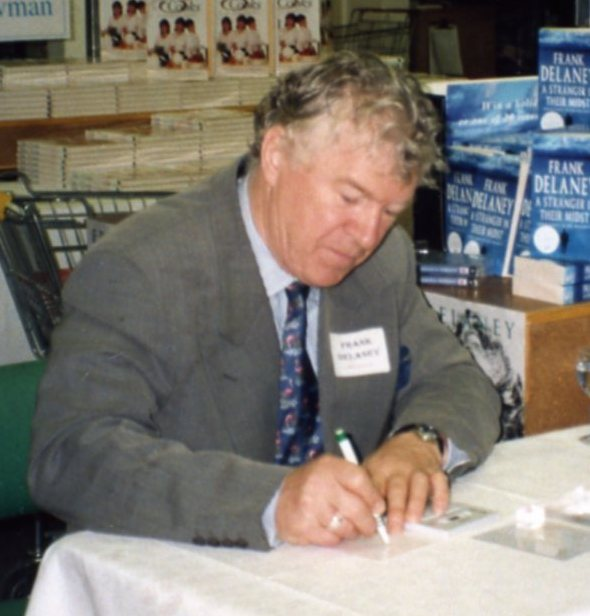
Frank Delaney beim Signieren von Büchern (2008)

Frank Delaney (* 24. Oktober 1942 in Tipperary, Irland; † 21. Februar 2017 in Torrington, Connecticut) war ein irischer Autor, Journalist und Moderator, der zuletzt in Litchfield County, Connecticut lebte. Er arbeitete lange als BBC-Korrespondent in Dublin, leitete eine populäre Literatursendung und produzierte erfolgreiche TV-Dokumentarfilme wie The Celts („Die Kelten“). Er war der Autor mehrerer Sachbücher, beispielsweise Simple Courage: A True Story of Peril on the Sea, sowie von Romanen, wie dem New-York-Times-Bestseller Ireland.

## Karriere
Im Jahre 1970 arbeitete Delaney als Nachrichtensprecher für den irischen staatlichen Radio- und Fernsehsender RTÉ und wurde anschließend Reporter bei der BBC in Dublin. Er berichtete fünf Jahre lang über die Unruhen in Irland, die als The Trouble bezeichnet werden, ehe er nach London umzog. Dort schuf er im Jahr 1978 die preisgekrönte Show Bookshelf („Bücherbord“) für das BBC Radio Four. Hier interviewte er über 1400 Autoren, z. B. Stephen King. Im Jahr 1980 diente er als Literaturdirektor des Edinburgh Festivals und moderierte seine eigene Talkshow Frank Delaney. Er präsentierte einige Jahre lang The Book Show („Die Buch-Show“) auf dem Sky-News-Satellitenkanal.
Im Jahr 1981 brachte Delaney sein erstes Buch, James Joyce’s Odyssey heraus, welches ein Bestseller in Großbritannien und Irland wurde. Im Jahr 1986 schrieb und präsentierte er die sechsteilige Doku-Reihe Die Kelten für die BBC und somit die meistverkauften Begleitbücher zu einer Fernsehdokumentation. Delaney bot Tipps zum Schreiben und Wettbewerbe auf Twitter an.
Delaney starb im Februar 2017 in Torrington, Litchfield County, Connecticut.

## Werke (Auswahl)
- The Celts. Hodder and Stoughton, London 1997, ISBN 0-340-34932-8 (Buch zur Fernsehdokumentation).
- Ireland: a novel. Time Warner Book Group, London 2004, ISBN 0-316-72597-8.
  - Frank Delaney: Schwert und Harfe. Droemer, München 2006, ISBN 3-426-19647-6 (englisch: Ireland: a novel. Übersetzt von Karin Diemerling).
- Tipperary, A Novel. Random House, New York 2007, ISBN 978-0-8129-7596-3.
- Shannon, A Novel. Random House, New York 2010, ISBN 978-0-8129-7596-3.
- The Matchmaker of Kenmare. Random House, New York 2011, ISBN 978-0-8129-7974-9.
- Simple Courage: A True Story of Peril on the Sea. Random House, New York 2006, ISBN 0-7393-3368-2.